# Klára Červenková
Klára Červenková (11. srpna 1873 Praha-Staré Město – 12. května 1945 Koncentrační tábor Ravensbrück) byla česká pedagožka, geografka, antropoložka, publicistka, pacifistka, členka České strany sociálně demokratické-dělnické, sufražetka a feministka; jedna z prvních promovaných doktorek na Filosofické fakultě Karlo-Ferdinandovy univerzity a jedna prvních Češek, které dosáhly vysokoškolského vzdělání. Kvůli svým protifašistickým postojům byla roku 1943 zatčena a uvězněna v koncentračním táboře v německém Ravensbrücku, kde několik dnů po skončení druhé světové války zemřela.

## Život

### Mládí a studia
Narodila se na Starém Městě v Praze v rodině krejčího Josefa Červenky, původem od Sedlčan, a jeho manželky Marie, rozené Červinkové, z Městce Králové. Měla dvojče, sestru Marii. Po absolvování měšťanské školy začala v 19 letech studovat v Praze na nově otevřeném (1890) prvním soukromém dívčím gymnáziu ve střední Evropě Minerva, zde jí učila mj. Albína Honzáková či Marie Baborová.

### Pedagogická činnost
Po absolvování gymnázia roku 1898 pak začala docházet na přednášky na Filosofické fakultě Karlo-Ferdinandovy univerzity. Až do roku 1900 docházely dívky na přednášky na hospitační studium (bez statutu řádné posluchačky); v roce 1900 bylo novým zákonem dívkám umožněno skládat zkoušky za celou dosavadní dobu studia. Červenková byla až roku 1906 přijata jako mimořádná posluchačka. Ve stejné době pak začala též pedagogickou praxi oborů český jazyk a zeměpis na dívčí a ženské škole Ženského výrobního spolku českého. Učitelské povolání bylo v té době při výkonu spojeno s příslibem celibátu, Červenková tak zůstala svobodná. Roku 1913 pak zakončila studium oborů geografie a antropologie obhajobou diplomové práce s tématem „Hospodářské poměry ve východní Africe”.
Po vzniku Československa a zrovnoprávnění mužů a žen na poli vysokoškolského studia pokračovala docházením na Školu vysokých studií pedagogických v Praze. Nadále pak pedagogicky působila na gymnáziu Minerva. Roku 1923 se stala učitelkou Druhého českého dívčího reálného městského gymnázia (od 1930 až do zrušení v roce 1949 Reálné gymnásium Charlotty Masarykové), odloučeného od Minervy ve stejném roce. Jako jeho ředitelka působila první z českých doktorandek, Marie Fabiánová.

### Veřejná činnost
Již od studií se začala zapojovat do české spolkové činnosti, byla členkou řady ženských spolků a organizací. Rovněž se politicky angažovala, napřed v Masarykově Realistické straně, posléze v České straně sociálně demokratické-dělnické. Ve spolupráci s Karlou Máchovu se podílela na činnosti Výboru za volební právo žen. Po vzniku Ženské národní rady po roce 1918 se stala její místopředsedkyní, kde spolupracovala např. s Františkou Plamínkovou či Miladou Horákovou. V článcích a odborných textech se mj. zabývala rozborem marxistického národohospodářství.
Po vypuknutí občanské války ve Španělsku roku 1936 byla činná v podpoře republikánské demokratické vlády proti fašistickým silám generála Francisca Franca a iniciativách o mírové řešení konfliktu.

### Věznění a úmrtí
Po vzniku Protektorátu Čechy a Morava 15. března 1939 byla Červenková kvůli své levicové politické orientaci a protifašistické činnosti během španělské občanské války roku 1943 zatčena a uvězněna v ženské části Koncentračního tábora Ravensbrück na území Nacistického Německa. Zde byla vězněna spolu s dalšími osobnostmi ženské levicové inteligence, jako například Jožka Jabůrková, Anna Křenová, Marie Urbanová či Gusta Fučíková. Podílela se rovněž na tajných schůzkách a přednáškách v táboře. Na konci války, z obav před postupující Rudou armádou, se Němci rozhodli evakuovat tábor a vypravili vězně (asi 20 000) na tzv. pochod smrti. V táboře zůstalo asi 3 500 žen a 300 mužů, ti pak byli osvobozeni sovětskou armádou 30. dubna 1945.
Klára Červenková zemřela 12. května 1945 v táboře Ravensbrück ve věku 71 let.

### Po smrti
Její jméno je uvedeno na pamětní desce členů tělovýchovné jednoty české sociální demokracie ve Strahovské ulici v Praze.